# ۵۴۵ (قمری)
۵۴۵ (قمری)، پانصد و چهل و پنجمین سال در گاهشماری هجری قمری است. اول محرم این سال برابر با هفتم مه سال ۱۱۵۰ میلادی است.

## درگذشتگان
- حکیم سنایی، شاعر قصیده‌گو و مثنوی‌سرای فارسی

## وابسته
- مزیدیان